# Quest3D
Quest3D is een 3D-engine en een ontwikkelplatform. Het wordt voornamelijk gebruikt voor het ontwikkelen van architectuur-, product- en ontwerpvisualisaties, (serious) games en trainingssimulatoren. Data vanuit 3D animatie en CAD-pakketten, zoals Maya, 3D Studio Max en AutoCAD kan worden geëxporteerd naar Quest3D en worden gebruikt om interactieve real-time 3D applicaties te maken. Quest3D wordt ontwikkeld door Act-3D B.V. in Leiden, Nederland en is in september 2001 op de markt verschenen.

## Overzicht van de ontwikkelomgeving
De ontwikkelomgeving van Quest3D is bijna geheel grafisch. De ontwikkelaar kan programmeren terwijl de uiteindelijke applicatie draait.

#### Applicatielogica
Quest3D applicaties worden ontwikkeld door middel van het koppelen van functionele componenten, die 'Channels' worden genoemd. De gekoppelde componenten vormen een boom die de eigenlijke programmastructuur representeert. De engine zorgt ervoor dat de boom ieder frame wordt afgelopen en zo alle channels worden uitgevoerd. Dit resulteert in een draaiende real-time 3D applicatie.

#### Editors
De Quest3D ontwikkelomgeving kent editors voor onder andere het bewerken van geïmporteerde 3D objecten, animaties, HLSL shader programmeren en LUA Scripting.

#### Eindapplicatie
Applicaties die zijn ontwikkeld kunnen als zelfstandige Windows executable worden gedistribueerd of op een webpagina worden weergegeven in Internet Explorer en Mozilla Firefox.

## Systeemvereisten
Sommige functionaliteit is afhankelijk van hogere hardware specs
- Windows 2000, Windows XP, Vista (64 or 32 bit) en DirectX 9
- 256 MB systeem geheugen
- 1Ghz Processor
- DirectX compatibele grafische kaart
- 32 MB grafisch geheugen
- 400MB harddisk ruimte

## Licentie
Quest3D kent verscheidene edities en licenties voor zowel commerciële als educatieve instellingen.

## Toepassingen
Computerspellen, architectuur visualisaties, Serious Games, simulaties, televisie en Film producties.

## Gametitels
- Audiosurf is een muziekspel (zoals Guitar Hero) dat de Independent Games Festival heeft gewonnen en is ontwikkeld door Invisible Handlebar.
- Ship Simulator is een scheepssimulatiespel, ontwikkeld door VStep.
- Leo der Haze spel voor kinderen, ontwikkeld door Ovos.
- Chicken Football spel, ontwikkeld door Paladin Studios ten bate van humanitaire organisaties.
- The Endless Forest een online spel, ontwikkeld door Tale of Tales.
- The Path, horrorgame, door Tale of Tales.
- Twinners Interactief spel op televisie.